# Mount Hassage
Mount Hassage är ett berg i Antarktis. Det ligger i Västantarktis. Argentina, Chile och Storbritannien gör anspråk på området. Toppen på Mount Hassage är 1 120 meter över havet.
Terrängen runt Mount Hassage är huvudsakligen platt. Mount Hassage är den högsta punkten i trakten. Trakten är obefolkad. Det finns inga samhällen i närheten.